# Garreta azureus
Garreta azureus là một loài bọ cánh cứng trong họ Bọ hung (Scarabaeidae).